# ИХФ
Међународна рукометна федерација (позната по свом акрониму ИХФ; енгл. Internationale Handball Federation (IHF)) основана је 11. јула 1946. у Копенхагену, пошто је дотадашља Међународна аматрска рукометна федерација (позната по свом акрониму ИАХФ; енгл. Internationale Amateur Handball Federation (IAHF)) избијањем Другог светског рата престала да постоји.
Оснивачки конгрес прве Међународна аматерске рукометне федерације одржан је 4. августа 1928. у време одржавања Олимпијских игара у Амстердаму уз учествовање делегата из Аустрије, Чехословачке, Данске, Финске, Француске, Грчке, Ирске, Канаде, Немачке, САД и Шведске. До конгреса је деловала Комисија за израду правила рукометних игара (велики и дворански рукомет, кошарку, одбојку, хазену и сл.), формирана на конгресу Међународне аматерске атлетске федерације (ИААФ) у Хагу 1926.
ИАХФ је до 1939. одржала 4 конгреса, 4 међународна судијска семинара, по једно Светско првенство у великом и дворанском рукомету (1938). и турнир великог рукомета на Олимпијским играма 1936. У њој су била учлањена 22 национална савеза, а седиште јој је било у Берлину. Између 1934. и 1936. у чланству ИАХФ била је и Југославија.
Оснивачки конгрес нове послератне Међународне рукометне федерације одржан је уз учествовње 35 делегатарукометних савеза. За седиште ИХФ је изабран Стокхолм. Одлуком трећег конгреса ИХФ (8.—12. септембра 1950) у Бечу, седиште ИХФ је из Стокхолма пребачено у Базел. Рукометни савез Југославије примљен је у чланство 1950..
У организацији ИХФ одржавају се следећа такмичења
- Светско првенство у рукомету за жене
- Светско првенство у рукомету за мушкарце
- Олимпијски рукометни турнир

## Председници ИХФ
| Бр. | Период       | Име           | Земља      |
| --- | ------------ | ------------- | ---------- |
| 1   | 1946 — 1950. | Gösta Björg   | Шведска    |
| 2   | 1950 — 1971. | Ханс Бауман   | Швајцарска |
| 3   | 1971 — 1984. | Paul Högberg  | Шведска    |
| 4   | 1984 — 2000. | Ервин Ланц    | Аустрија   |
| 5   | 2000 —       | Хасан Мустафа | Египат     |

## Савези у ИХФ
- АХФ —  (Азија)
- КАХБ — Confédération Africaine de Handball (Африка)
- ЕХФ —  (Европа)
- ОХФ —  (Океанија)
- ПАТХФ — Панамеричка рукометна федерација (Северна Америка и Јужна Америка)

### Континенталне федерације
У 2007. ИХФ је имала 159 националних рукометних савеза распоређених у пет континенталник федерација:
| Име                              | Ознака  | Седиште                | Бр. савеза. | Веб стране |
| -------------------------------- | ------- | ---------------------- | ----------- | ---------- |
| Азијска рукометна федерација     | (АХФ)   | Сафат Кувајт           | 34          |            |
| Афричка рукометна федерација     | (КАХБ)  | Абиџан Обала Слоноваче | 48          |            |
| Европска рукометна федерација    | (ЕХФ)   | Беч Аустрија           | 48          |            |
| Панамеричка рукометна федерација | (ПАТХФ) | Гвајнабо Порторико     | 24          |            |
| Океаниска рукометна федерација   | (ОХФ)   | Мелбурн Аустралија     | 5           |            |

### Национални савези чланови ИХФ
| Африка (КАХФ) | Америка (ПАТХФ) | Азија (АХФ) | Европа (ЕХФ) | Океанија (ОХФ)                                             |
| --- | --- | --- | --- | ---------------------------------------------------------- |
| Алжир · Ангола · Бенин · Буркина Фасо · Бурунди · Зеленортска Острва · Камерун · Централноафричка Република · Чад · Комори · Конго · ДР Конго · Обала Слоноваче · Египат · Етиопија · Габон · Гамбија · Гана · Гвинеја · Гвинеја Бисао · Кенија · Лесото · Либерија · Либија · Мадагаскар · Мали · Маурицијус · Мароко · Мауританија · Мозамбик · Намибија · Нигер · Нигерија · Руанда · Сао Томе и Принсипе · Сенегал · Сејшели · Сијера Леоне · Сомалија · Јужна Африка · Судан · Танзанија · Того · Тунис · Уганда · Џибути · Замбија · Зимбабве | Аргентина () · Барбадос · Бразил · Канада · Чиле () · Колумбија · Костарика () · Куба · Доминиканска Република · Еквадор · Салвадор · Сједињене Америчке Државе () · Гренланд · Гватемала () · Хаити · Хондурас · Мексико () · Никарагва · Панама · Парагвај · Порторико · Тринидад и Тобаго · Уругвај ( Архивирано на веб-сајту (31. октобар 2020)) · Венецуела | Авганистан · Саудијска Арабија · Бахреин · Бангладеш · Кина · Јужна Кореја · Северна Кореја · УАЕ · Филипини · Хонгконг · Индија · Иран · Ирак · Јапан · Јордан · Казахстан · Кувајт · Киргистан · Либан · Макао · Малезија · Монголија · Непал · Оман · Пакистан · Палестина · Катар · Сирија · Тајланд · Тајван · Туркменистан · Узбекистан · Вијетнам · Јемен | Албанија · Немачка · Јерменија · Аустрија · Азербејџан · Белгија · Белорусија · Босна и Херцеговина · Бугарска · Кипар · Хрватска · Данска · Словачка · Словенија · Шпанија () · Естонија · Фарска Острва · Финска · Француска · Грузија · Грчка · Мађарска · Ирска · Исланд · Израел · Италија · Летонија · Лихтенштајн · Литванија · Луксембург · Македонија · Малта · Молдавија · Монако · Црна Гора · Норвешка · Холандија · Пољска · Португалија · Уједињено Краљевство · Чешка · Румунија · Русија · Србија · Шведска · Швајцарска · Турска · Украјина | Аустралија · Кукова острва · Нови Зеланд · Самоа · Вануату |